# Campo San Trovaso

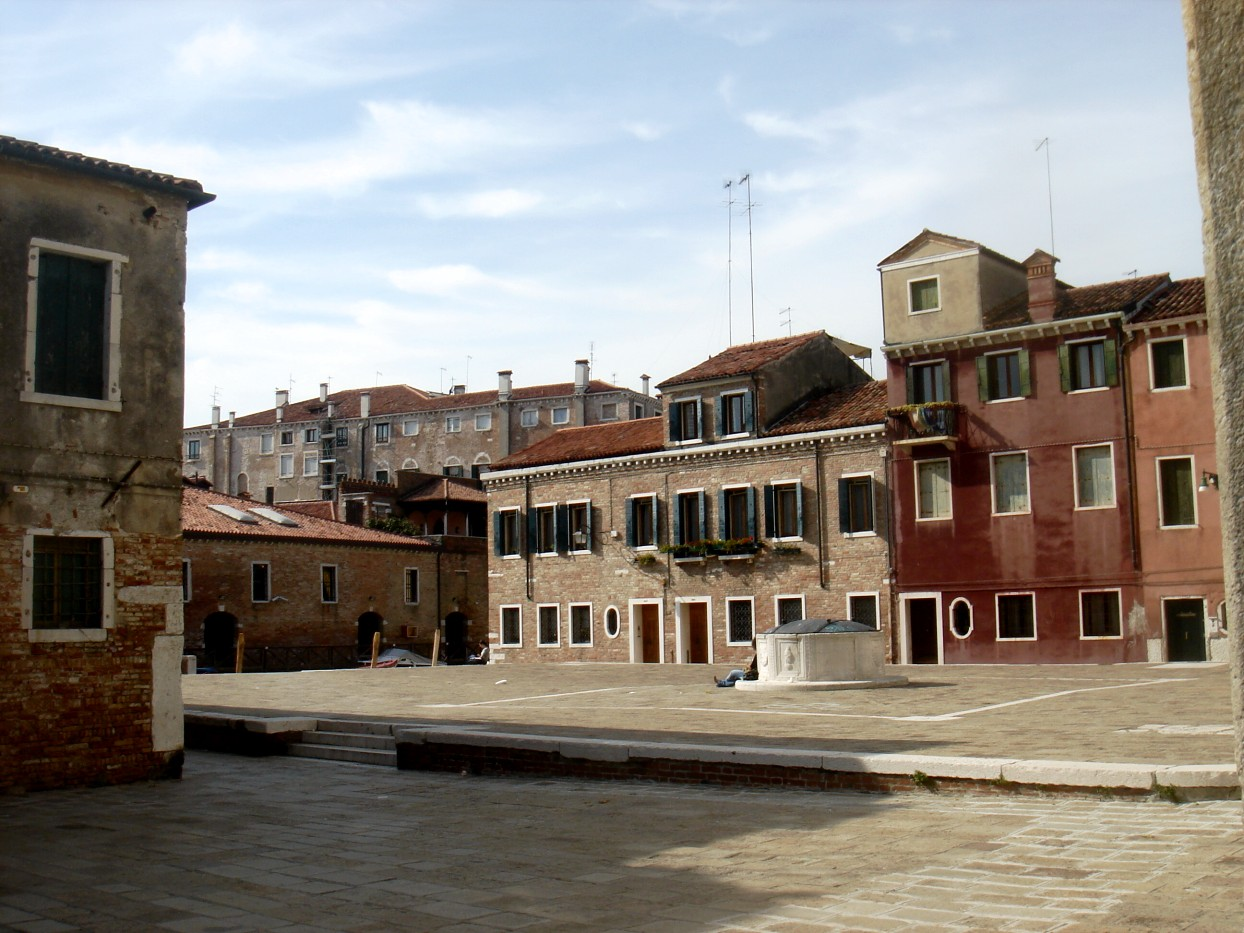
Campo San Trovaso

Campo San Trovaso è un campo di Venezia situato nel sestiere di Dorsoduro.

## Descrizione
È considerato un luogo pittoresco e unico anche per la vicinanza ad uno dei pochissimi cantieri di gondole della città, senz'altro il più noto e accessibile ai turisti: lo squero di San Trovaso.
Anche la sua struttura è insolita, dato che da una parte si sviluppa su due livelli e dall'altra presenta una piccola zona verde. A cavallo delle due parti sorge la maestosa chiesa di San Trovaso.
Non molti palazzi di rilievo si affacciano sul campo, che ha due lati delimitati dall'acqua: tuttavia va ricordata la facciata gotica di Palazzo Barbarigo Nani Mocenigo, che guarda verso Campo San Trovaso dalla fondamenta opposta.

## Il nome
Il suo strano nome (non esiste un santo di nome Trovaso) è nato dalla fusione di quello di due santi, i Santi Gervasio e Protasio, alla cui accoppiata è dedicato anche un campiello nelle vicinanze.

## Rappresentazioni
Campo San Trovaso è stato palcoscenico di importanti spettacoli teatrali, spesso nell'ambito della Biennale di Venezia:
- Il mercante di Venezia, di William Shakespeare, regia di Max Reinhardt, 18 luglio 1934
- Il bugiardo, di Carlo Goldoni, regia di Renato Simoni, 13-29 luglio 1937
- La putta onorata, di Carlo Goldoni, regia di Giorgio Strehler, 20-23 luglio 1950
- Parlamento de Ruzante che jera vegnù de campo di Angelo Beolco detto il Ruzante e Il Saltuzza di Andrea Calmo, regia di Cesco Baseggio, 27-28 luglio 1950
- L'Âge d'or, création collective du Théâtre du Soleil, regia di Ariane Mnouchkine, 22-24 settembre 1975
- L'illusion comique, di Pierre Corneille, regia di Walter Pagliaro, 17-22 luglio 1979
- Il bugiardo e La bottega del caffè, di Carlo Goldoni, regia di Gianfranco De Bosio, 18 luglio 1993
- Notturno per attrice goldoniana, di Paolo Puppa, regia di Filippo Gili, 24-26 luglio 2006
- Il corvo. Favola in maschera, Compagnia Patankin, 27-29 luglio 2006
- L'ultima casa, di Tiziano Scarpa, regia di Michele Modesto Casarin, 27 luglio 2007
- Il milione - Quaderno veneziano, monologo di Marco Paolini, 24-25 agosto 2011